# Liste der Abgeordneten zum Salzburger Landtag (13. Gesetzgebungsperiode)
Diese Liste der Abgeordneten zum Salzburger Landtag (13. Gesetzgebungsperiode) (Stand 8. Oktober 2008) listet alle ehemaligen und aktiven Abgeordneten zum Salzburger Landtag in der 13. Gesetzgebungsperiode (von 2004 bis 2009) auf. Die erste Sitzung des Salzburger Landtags in dieser Periode fand am 28. April 2004 statt.
Die Verteilung der Mandate nach der Landtagswahl in Salzburg 2004 lautet: SPÖ 17, ÖVP 14, FPÖ 3, Grüne 2. Auf Grund der geringen Abgeordnetenzahl können die Grünen Abgeordneten keine eigenen Klub, sondern nur eine eigene Fraktion im Salzburger Landtag bilden.
| Name                    | Fraktion | Anmerkung                                                                                  |
| ----------------------- | -------- | ------------------------------------------------------------------------------------------ |
| Apeltauer Martin        | SPÖ      | Im Amt verstorben                                                                          |
| Blattl Rosemarie        | FPÖ      | Klubobmann Stellvertreterin                                                                |
| Brenner David           | SPÖ      | Bis 13. Dezember 2007 Klubobmann, danach ausgeschieden                                     |
| Ebner Hannes            | SPÖ      | ab 14. Dezember 2005 für Othmar Schneglberger                                              |
| Ebner Waltraud          | ÖVP      | ab 18. Oktober 2006 für Johannes Miller                                                    |
| Eisl Hilde              | SPÖ      |                                                                                            |
| Essl Lukas              | FPÖ      |                                                                                            |
| Fletschberger Theresia  | ÖVP      |                                                                                            |
| Gönitzer Josef          | SPÖ      | ab 17. Dezember 2008 für Johann Holztrattner                                               |
| Hartl Sonja             | SPÖ      |                                                                                            |
| Haslauer Wilfried       | ÖVP      | am 28. April 2004 bis zur Wahl zum Landeshauptmann Stellvertreter                          |
| Hirschbichler Heidi     | SPÖ      |                                                                                            |
| Holztrattner Johann     | SPÖ      | 1. Präsident, am 17. Dezember 2008 ausgeschieden                                           |
| Illmer Simon            | ÖVP      | Klubobfrau Stellvertreter, ab 28. Mai 2008 3. Präsident                                    |
| Kosmata Arno            | SPÖ      | ab 13. Dezember 2007 Klubobmann Stellvertreter                                             |
| Kreibich Florian        | ÖVP      | ab 7. Juli 2004 für Wilfried Haslauer                                                      |
| Kretz Michael           | SPÖ      |                                                                                            |
| Lindenthaler Helmut     | ÖVP      | ab 28. Mai 2008 für Michael Neureiter                                                      |
| Meisl Roland            | SPÖ      | Ab 13. Dezember 2006 für Martin Apeltauer                                                  |
| Miller Johannes         | ÖVP      | bis 17. Oktober 2006                                                                       |
| Mosler-Törnström Gudrun | SPÖ      | Klubobmann-Stellvertreterin, ab 17. Dezember 2008 1. Landtagspräsidentin                   |
| Neureiter Michael       | ÖVP      | 2. Präsident, bis 27. Mai 2008                                                             |
| Obermoser Michael       | ÖVP      |                                                                                            |
| Petrisch Bernd          | ÖVP      | ab 18. Oktober 2006 Klubobfrau Stellvertreter                                              |
| Pfatschbacher Margit    | SPÖ      |                                                                                            |
| Pfeifenberger Peter     | SPÖ      |                                                                                            |
| Reiter Heidi            | Grüne    |                                                                                            |
| Riezler Ingrid          | SPÖ      |                                                                                            |
| Rogatsch Gerlinde       | ÖVP      | Klubobfrau                                                                                 |
| Roßmann Werner          | ÖVP      | bis 6. Februar 2007                                                                        |
| Saliger Wolfgang        | ÖVP      | Klubobfrau Stellvertreter bis 18. Oktober 2006, 3. Präsident, ab 28. Mai 2008 2. Präsident |
| Sampl Josef             | ÖVP      | Klubobfrau Stellvertreter                                                                  |
| Sampl Manfred           | ÖVP      | ab 7. Februar 2007 für Werner Roßmann                                                      |
| Scharfetter Hans        | ÖVP      |                                                                                            |
| Scheiber Matthias       | ÖVP      |                                                                                            |
| Schneglberger Othmar    | SPÖ      | bis 13. Dezember 2005                                                                      |
| Schnell Karl            | FPÖ      | Klubobmann                                                                                 |
| Schuster Veronika       | SPÖ      | ab 13. Dezember 2007 für David Brenner                                                     |
| Schwaighofer Cyriak     | Grüne    |                                                                                            |
| Schwarzenbacher Josef   | ÖVP      |                                                                                            |
| Schwemlein Emmerich     | SPÖ      |                                                                                            |
| Steidl Walter           | SPÖ      | Klubobmann (bis 13. Dezember 2007 Klubobmann-Stellvertreter)                               |
| Wanner Hilde            | SPÖ      |                                                                                            |
| Zehentner Robert        | SPÖ      |                                                                                            |

## Quelle
Diese Liste wurde auf Grund Sitzungsprotokolle des Salzburger Landtags erstellt